# اسکلروز جانبی آمیوتروفیک
اسکلروز جانبی آمیوتروفیک (به انگلیسی: Amyotrophic lateral sclerosis) (به صورت مخفف: ALS) یا بیماری لو گهریگ (به انگلیسی: Lou Gehrig's Disease) یک بیماری نورون‌های حرکتی یا (MND یا Motor Neuron Disease) است که
موجب تخریب پیشرونده و غیرقابل ترمیم در دستگاه عصبی مرکزی (مغز و نخاع) و دستگاه عصبی محیطی می‌شود. اسکلروز جانبی آمیوتروفیک شایعترین بیماری نورون‌های حرکتی (MND) می‌باشد؛ بنابراین این بیماری هم علایم نورون محرکه فوقانی و هم نشانه‌های نورون محرکه تحتانی را ایجاد می‌کند. در حقیقت در ALS نشانه‌های فلج مرکزی و محیطی تواماً ایجاد می‌شود.
این بیماری منجر به از دست رفتن تدریجی عملکرد عضلات (به ویژه عضلات مخطط) می‌گردد و با تضعیف ماهیچه‌ها به تدریج فرد به فلج عمومی مبتلا می‌شود. به‌طوری‌که توانایی هرگونه حرکتی از شخص سلب خواهد شد. معمولاً مبتلایان به این بیماری مدت زمان زیادی زنده نمی‌مانند. اگر چه این مدت برای استیون هاوکینگ بین ۲ تا ۳ سال پیش‌بینی شده بود، اما او علی‌رغم همه مشکلات و ناراحتی‌ها تا سال‌ها به زندگی خود ادامه داد و برای فرارسیدن مرگ لحظه‌شماری نمی‌کرد و بعد از ۵۵ سال او را از پا درآورد. بیماران مبتلا به این بیماری معمولاً دچار ناتوانی‌های حرکتی شده و ۳ تا ۵ سال پس از ابتلا به این بیماری جان خود را از دست می‌دهند. اگر چه ۲۰ درصد این بیماران تا ۵ سال و ۱۰ درصد آن‌ها تا ۱۰ سال زنده خواهند ماند. در این بیماری دستگاه عصبی مرکزی و ماهیچه‌ها به ویژه ماهیچه‌های دست، پا، ساعد، سر و گردن به شدت صدمه می‌بینند.

## بیماریزایی
علت این بیماری نامشخص است اما به نظر می‌رسد فرایندهای التهابی که در موتور نورونها اتفاق می‌افتد، دلیل بروز آن باشد.
این بیماری ممکن است در اثر معیوب بودن ژن SOD۱ بوجود آمده باشد. اما تاکنون علت دقیق ابتلا به ALS شناخته نشده‌است. ناتوانی حرکتی در این افراد سبب ایجاد زخم‌هایی ناشی از فشارهای طولانی مدت روی نقاط خاصی از بدن می‌شود. ابتلا به ذات‌الریه در اثر مشکلات موجود در بلع این افراد و همچنین تجمع ترشحات در مسیرهای هوایی از دیگر عوارض جانبی احتمالی در افراد مبتلا به ALS است. این در حالی است که تحلیل نیروی جسمانی فرد می‌تواند جنبه‌های مختلف زندگی او مانند کار، روابط اجتماعی و… را تحت تأثیر پیامدهای نامطلوب خود قرار دهد. پژوهشگران برای بررسی منشأ ایجاد این بیماری نظریه‌های گوناگونی مانند عوامل عفونی، اختلال در دستگاه ایمنی بدن، علل وراثتی، مواد سمی، عدم تعادل مواد شیمیایی در بدن و همچنین سوءتغذیه را بررسی کرده‌اند. اگرچه پژوهشگران تاکنون به عامل ایجادکننده این بیماری در بیماران مختلف پی نبرده‌اند، اما در سال ۱۹۹۳ با شناسایی عامل ژنتیکی مؤثر در انتقال بیماری ALS براساس عوامل وراثتی توسط گروهی از کارشناسان علوم ژنتیک و روان‌پزشکان بالینی یک قدم به شناسایی عامل ایجاد بیماری نزدیک‌تر شدند. این عامل ژنتیکی در به رمز درآوردن آنزیمی که از سلول‌ها در برابر آسیب‌های ایجاد شده توسط رادیکال‌های آزاد محافظت می‌کند، نقش دارد.

## علایم بالینی، سیر و بروز

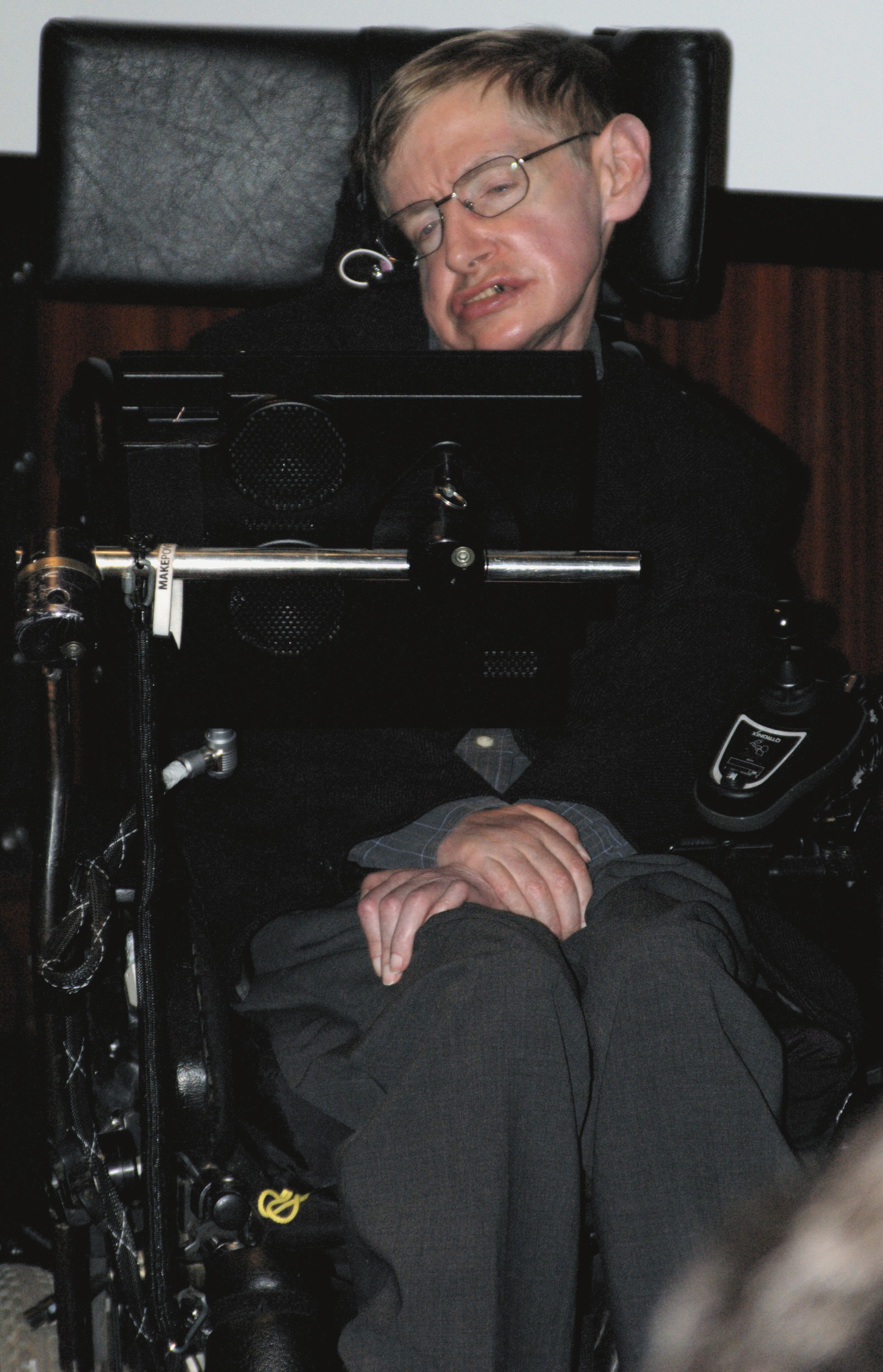
استیون هاوکینگ از افراد مشهور دچارشده به این بیماری بود.

از جمله نشانه‌های شایع این بیماری دشواری در گفتار و گرفتگی ماهیچه، پرش و ضعف ماهیچه‌ها که اغلب از اندام‌ها (دست، بازوها و پاها) آغاز شده و گسترش می‌یابد و سرانجام ماهیچه‌های تنفسی و بلع را نیز درگیر می‌کند.
ضعف و ناتوانی ناشی از این بیماری، راه رفتن و استفاده از دست‌ها برای انجام فعالیت‌های روزانه مانند شستن دست و صورت و لباس پوشیدن را غیرممکن می‌سازد. با گسترش ناتوانی حرکتی و ضعف ماهیچه‌ها در بدن فرد، بیمار در بلع، جویدن و تنفس نیز با مشکل روبه‌رو می‌شود. هنگامی که ماهیچه‌های تنفسی مورد حمله قرار می‌گیرند فرد برای ادامه زندگی خود به ناچار باید از دستگاه‌های تنفس مصنوعی استفاده کند.
بروز بیماری دونفر در هر صد هزار نفر می‌باشد و اغلب افراد بین چهل تا شصت سال را درگیر می‌سازد. بیماری ماهیت پیشرونده داردو اغلب بیماران بعد از دو تا پنج سال فوت می‌کنند ولی گاه دوره‌های توقف بیماری وجود دارد؛ که باعث می‌شود ۱۰ درصد از بیماران تا ۱۰ سال زنده بمانند.
از آنجایی که این بیماری تنها به اعصاب حرکتی آسیب می‌رساند، بنابراین هیچ اختلالی در بینایی، بساوایی، شنوایی، چشایی و بویایی فرد به وجود نخواهد آمد و جالب این که اعصاب حرکتی مؤثر در حرکت چشم‌ها و مثانه برای مدت‌های طولانی از حمله عامل بیماری مصون خواهند ماند.
بررسی یک نوع امضا یا اثر انگشت مولکولی مشترک با استفاده از فناوری نانو، تشخیص بیماری ALS را در دو حالت ارثی و غیرارثی امکان‌پذیر می‌سازد. بررسی‌های انجام شده توسط پژوهشگران نشان می‌دهد که نوعی پپتید در مایع نخاعی همه بیماران مبتلا وجود دارد.

## درمان این بیماری
بیماری ALS درمان خاصی به جز درمان علائم ندارد. اخیراً استفاده از دارویی به نام ریلوزول یا ریلوتک با بلوک گیرنده‌های گلوتامات می‌تواند روند بیماری را کند نماید و طول عمر بیماران را افزایش دهد.

## نگهداری و مراقبت
به علت شرایط فیزیکی بیمار و عدم تحرک او نگهداری از این بیماران بسیار دشوار است و خانواده و پرستار بایستی نسبت به موارد پیش رو کاملاً توجیه باشند و با پزشک و انجمن‌های محلی و خانواده سایر بیماران مشورت نمایند. به عنوان مثال حمام رفتن که کاری ساده و روزمره برای بیشتر انسان هاست در این بیماران بایستی به دقت انجام گیرد تا مانع از آسیب دیدن پرستار یا بیمار شود.
همچنین مهم‌ترین مانع پیش رو بیماران عدم توانایی تکلم یا برقراری ارتباط با محیط بیرون است. ساده‌ترین روش استفاده از یک جدول حروف جلو تخت بیمار و گرفتن علامت چشم از او هنگام اشاره به حرف مورد نظر است. (مثلاً ایا در این ستون است؟ ایا در این سطر است؟) سپس با توجه تجربه، پرستار باید حدس بزند که بیمار چه می‌خواهد. البته این روش بیشتر برای کارهای ابتدایی پاسخ گو می‌باشد. سالهاست دستگاه‌هایی برای حل این مشکل به بازار آمده که می‌توانند با ردیابی حرکت چشم آن را تبدیل به مختصات نموده و به کاربر اجازه تعامل ساده با رایانه را فراهم کنند. این گونه دستگاه‌ها فعلاً قیمتی بین ۶ تا ۱۰ هزار دلار دارند و در ایران با توجه به موانع مالی و زبانی کاربردی نیافته‌اند. البته چند پروژه برای کمک به بیماران ایرانی در دست اجرا است که از آن جمله پروژه دستگاه ارتباط با بیمار «زیگورات» است.

## شیوع
براساس آمار در مقیاس جهانی در حدود ۳۵۰ هزار نفر از بیماری ای.ال. اس رنج می‌برند. در هلند یک هزار و ۵۰۰ نفر به این بیماری دچار هستند. سالانه حدود ۶۵۰ بیمار مبتلا به ای.ال. اس مورد آزمایش و تحقیق قرار می‌گیرند. همچنین هر سال حدود ۳۵۰ نفر در اثر این بیماری در کشور هلند می‌میرند.

## حاشیه‌های مرتبط
چند سال پیش در شبکه‌های اجتماعی رویدادی با عنوان چالش سطل یخ(Ice Bucket Challenge) به راه افتاد که در آن بسیاری از مردم و حتی افراد سرشناسی چون بیل گیتس و زاکربرگ اقدام به ریختن سطلی از آب یخ به روی سر خود و فیلم‌برداری از آن و به اشتراک‌گذاری در فضای مجازی می‌کردند که یکی از دلایل آن تشویق مردم به آگاهی در مورد بیماری اسکلروز جانبی آمیوتروفیک عنوان شده‌است.